# Louis Jean-Baptiste Chéret
Louis Jean-Baptiste Chéret (Parigi, 13 giugno 1760 – Parigi, 25 agosto 1832) è stato un artista e incisore francese, specializzato come argentiere.

## Biografia
Louis Jean-Baptiste Chéret fu attivo soprattutto nella seconda metà del XVIII secolo e agli inizi del secolo successivo.
Viene considerato come uno dei più importanti e raffinati artisti lavoranti nel difficile periodo di transizione tra le libere forme del rococò e quelle neoclassiche dei tempi di Luigi XVI di Francia, contribuendo, grazie alla creazione di pregiate soluzioni intermedie, a tale evoluzione nel settore dell'argenteria.
Non si posseggono informazioni biografiche precise riguardanti Chéret; probabilmente apparteneva ad una famiglia di orafi, ed era fratello o cugino di Pierre-Henri Chéret, argentiere ammesso alla maîtrise nel 1741 e morto nel 1787 (dieci anni dopo essersi ritirato dall'attività), del quale si conserva al Metropolitan Museum of Art di New York un'elegante zuppierina con il marchio degli anni 1749-1750.
Molto più apprezzati ed equilibrati risultano i lavori di Louis Jean-Baptiste Chéret, conservati in alcuni musei francesi e d'altre nazioni, tra le quali si possono menzionare una coppia di candelieri del 1767-1768 ed una di candelabri a quattro braccia del 1768-1769, nella Wentworth Collection del Metropolitan Museum of Art.

## Opere
- Coppia di candelieri, 1767-1768, Metropolitan Museum of Art;
- Coppia di candelabri a quattro braccia, 1768-1769, Metropolitan Museum of Art.